# Gianna Terzi
Gianna Terzi (greacă: Γιάννα Τερζή; n. 1 decembrie 1980, Salonic, Grecia), uneori creditată ca Yianna Terzi, este o cântăreață și compozitoare greacă. Ea va reprezenta Grecia la Concursul Muzical Eurovision 2018 cu piesa „Oneiro mou” (greacă: Όνειρό μου).

## Biografie
Gianna Terzi s-a născut pe 1 decembrie 1980 în Salonic. Ea este fiica cunoscutului cântăreț grec Paschalis Terzis. La vârsta de 20 de ani, s-a mutat în Atena pentru a urma o carieră în muzică, lansând albumul Gyrna To Kleidi în 2006 prin Cobalt Music. Gianna le numea pe Whitney Houston, Mariah Carey și câștigătoarea Eurovision Céline Dion ca influențe muzicale. A semnat ulterior cu Minos EMI, casă de discuri care i-a scos în 2008 albumul Ase Me Na Taxidepso, împreună cu un single omonim. Gianna s-a mutat mai târziu în Statele Unite, unde a lucrat ca o căutătoare de talente pentru Interscope Records.
Pe 27 octombrie 2017, Gianna a fost selectată ca unul din cei 20 de artiști pentru Ellinikós Telikós 2018 cu piesa „Oneiro mou”, reprezentând Panik Records. Ulterior, pe 8 noiembrie, a trecut mai departe, alături de alți patru artiști, în finala televizată. După descalificarea a două dintre cele cinci piese din cauză că nu aveau un „sunet grecesc”, melodia Giannei a intrat în top 3. Pe 15 februarie 2018, au apărut în presă știri conform cărora casele de discuri ale celorlalți doi artiști au refuzat să plătească o taxă de 20.000 de euro radioteleviziunii elene și astfel au fost descalificați din competiție, lăsând piesa Giannei ca singura piesă rămasă în concurs și implicit reprezentanta Greciei la Eurovision., iar in data de 1 noimebrie a lansat noua sa melodie "Karma"

## Discografie

### Albume
| Titlu                                  | Detalii                                                                                            |
| -------------------------------------- | -------------------------------------------------------------------------------------------------- |
| Gyrna To Kleidi Γύρνα Το Κλειδί        | - Lansat: 17 mai 2006 - Casă de discuri: Cobalt Music - Format: CD, digital download - Gen: laïkó  |
| Ase Me Na Taxidepso Άσε Με Να Ταξιδέψω | - Lansat: 22 aprilie 2008 - Casă de discuri: Minos EMI - Format: CD, digital download - Gen: laïkó |